# Mezquita Gazajlar

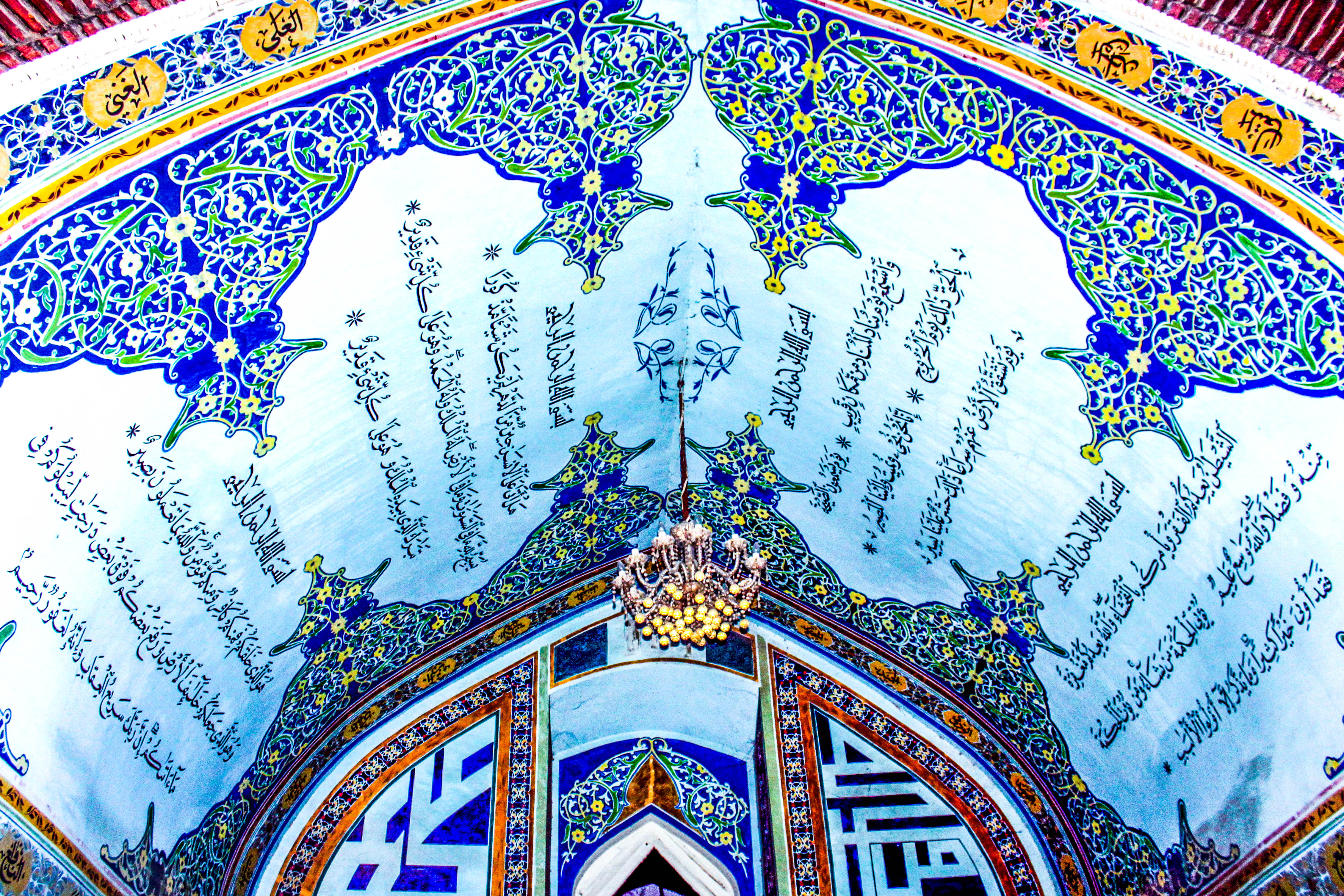
Vista de la portalada desde la entrada principal.

La Mezquita Gazajlar (en azerí: Qazaxlar məscidi) es una mezquita del siglo XIX, considerada monumento histórico, ubicada en la ciudad de Ganyá (Azerbaiyán).

## Historia
La mezquita fue construida entre 1801 y 1802 por las tribus que llegaron a Ganyá desde la región de Gazaj. La mezquita Gazajlar se construyó siguiendo el plano de la mezquita Juma. No se sabe exactamente quién fue su arquitecto.
Después del establecimiento del poder soviético en Azerbaiyán en 1920, comenzó la lucha de los bolcheviques contra la religión. Como muchas otras instituciones religiosas, la mezquita Gazajlar dejó de utilizarse como tal y fue utilizada como almacén, escuela y para otros fines.
Según la decisión n.º 132 del Gabinete de Ministros de la República de Azerbaiyán, adoptada el 2 de agosto de 2001, la mezquita Gazajlar fue incluida en la Lista de Monumentos Inmuebles de Historia y Cultura de Importancia Local.
En 2014 se produjo un incendio en la mezquita y como consecuencia se quemó parte del tejado. En 2018 se llevaron a cabo obras de restauración. Actualmente, sigue siendo usada como mezquita.

## Características arquitectónicas
Los cimientos de la mezquita están construidos con piedra de río. Las paredes están construidas con ladrillos rojos cocidos. El espesor de todas las paredes es de 12 a 20 cm, y la altura de 1,5 metros. Cuenta con un revestimiento de ladrillo rojo, típico de esta zona. Al igual que la mezquita Juma, la Mezquita Gazajlar también tiene tres puertas de entrada. La entrada principal se realiza a través de un profundo portal arqueado. Cuenta con otras puertas a la derecha y a la izquierda de la mezquita. El edificio tiene trece ventanas de madera y una escalera.